# Аткинсон (Северна Каролина)
Аткинсон (енгл. Atkinson) град је у америчкој савезној држави Северна Каролина.

## Демографија
По попису из 2010. године број становника је 299, што је 63 (26,7%) становника више него 2000. године.
| Група             | 2000.       | 2010.       |
| Белци             | 206 (87,3%) | 247 (82,6%) |
| Афроамериканци    | 25 (10,6%)  | 23 (7,7%)   |
| Азијати           | 0 (0,0%)    | 0 (0,0%)    |
| Хиспаноамериканци | 5 (2,1%)    | 28 (9,4%)   |
| Укупно            | 236         | 299         |